# Fossès-et-Baleyssac
Fossès-et-Baleyssac (Forcet e Balaissac en gascon) est une commune du Sud-Ouest de la France, située dans le département de la Gironde en région Nouvelle-Aquitaine.

## Géographie

### Localisation
La commune de Fossès-et-Baleyssac se situe dans l'est du département, au nord (rive droite) de la Garonne, à 70 km au sud-est de Bordeaux, chef-lieu du département, à 28 km à l'est de Langon, chef-lieu d'arrondissement, et à 10 km à l'est de La Réole, chef-lieu de canton.

### Communes limitrophes
Les communes limitrophes en sont Sainte-Gemme au nord-est, Saint-Michel-de-Lapujade au sud-est, Mongauzy au sud-ouest, Saint-Hilaire-de-la-Noaille à l'ouest, ouest, Roquebrune au nord-ouest sur moins de 100 mètres et Saint-Sulpice-de-Guilleragues au nord-nord-ouest.
| Roquebrune                  | Saint-Sulpice-de-Guilleragues | Sainte-Gemme             |
| Saint-Hilaire-de-la-Noaille | Fossès-et-Baleyssac           |                          |
| Mongauzy                    |                               | Saint-Michel-de-Lapujade |

### Climat
Pour des articles plus généraux, voir Climat de la Nouvelle-Aquitaine et Climat de la Gironde.
Historiquement, la commune est exposée à un climat océanique aquitain.  
En 2020, Météo-France publie une typologie des climats de la France métropolitaine dans laquelle la commune est exposée à un climat océanique et est dans la région climatique  Aquitaine, Gascogne, caractérisée par une pluviométrie abondante au printemps, modérée en automne, un faible ensoleillement au printemps, un été chaud (19,5 °C), des vents faibles, des brouillards fréquents en automne et en hiver et des orages fréquents en été (15 à 20 jours).
Pour la période 1971-2000, la température annuelle moyenne est de 13 °C, avec une amplitude thermique annuelle de 15,2 °C. Le cumul annuel moyen de précipitations est de 816 mm, avec 11,7 jours de précipitations en janvier et 6,4 jours en juillet. Pour la période 1991-2020, la température moyenne annuelle observée sur la station météorologique la plus proche, située sur la commune de Saint-Sulpice-de-Pommiers à 15 km à vol d'oiseau, est de 13,8 °C et le cumul annuel moyen de précipitations est de 764,8 mm,. Pour l'avenir, les paramètres climatiques de la commune estimés pour 2050 selon différents scénarios d’émission de gaz à effet de serre sont consultables sur un site dédié publié par Météo-France en novembre 2022.

## Urbanisme

### Typologie
Au 1er janvier 2024, Fossès-et-Baleyssac est catégorisée commune rurale à habitat très dispersé, selon la nouvelle grille communale de densité à sept niveaux définie par l'Insee en 2022.
Elle est située hors unité urbaine. Par ailleurs la commune fait partie de l'aire d'attraction de La Réole, dont elle est une commune de la couronne,. Cette aire, qui regroupe 20 communes, est catégorisée dans les aires de moins de 50 000 habitants,.

### Occupation des sols

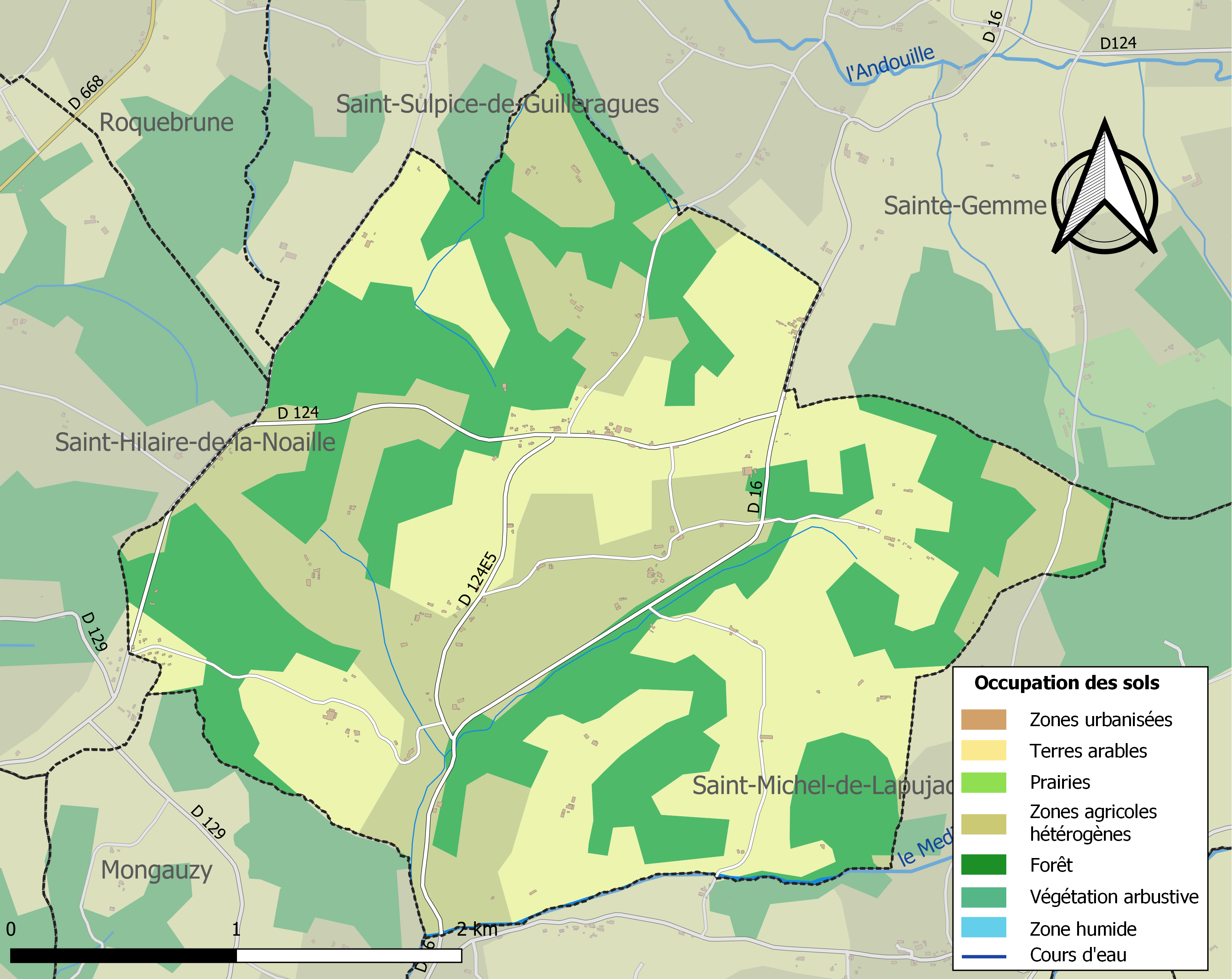
Carte des infrastructures et de l'occupation des sols de la commune en 2018 (CLC).

L'occupation des sols de la commune, telle qu'elle ressort de la base de données européenne d’occupation biophysique des sols Corine Land Cover (CLC), est marquée par l'importance des territoires agricoles (65,1 % en 2018), une proportion identique à celle de 1990 (65,1 %). La répartition détaillée en 2018 est la suivante : 
forêts (34,9 %), cultures permanentes (28,3 %), zones agricoles hétérogènes (27,4 %), terres arables (9,4 %). L'évolution de l’occupation des sols de la commune et de ses infrastructures peut être observée sur les différentes représentations cartographiques du territoire : la carte de Cassini (XVIIIe siècle), la carte d'état-major (1820-1866) et les cartes ou photos aériennes de l'IGN pour la période actuelle (1950 à aujourd'hui).

### Voies de communication et transports
La principale route qui traverse la commune est la route départementale 16 qui relie Monségur au nord à Mongauzy et la route départementale 1113 au sud.

L'autoroute la plus proche est l'autoroute A62 (Bordeaux-Toulouse) dont l'accès  4 La Réole est distant de 14 km par la route vers le sud-ouest.

L'accès  Bazas à l'autoroute A65 (Langon-Pau) se situe à 33 km vers le sud-ouest.
La gare SNCF la plus proche est celle, distante de 7,5 km par la route vers le sud-ouest, de La Réole sur la ligne Bordeaux-Sète du TER Nouvelle-Aquitaine.

### Risques majeurs
Le territoire de la commune de Fossès-et-Baleyssac est vulnérable à différents aléas naturels : météorologiques (tempête, orage, neige, grand froid, canicule ou sécheresse), inondations, mouvements de terrains et séisme (sismicité très faible). Un site publié par le BRGM permet d'évaluer simplement et rapidement les risques d'un bien localisé soit par son adresse soit par le numéro de sa parcelle.
La commune a été reconnue en état de catastrophe naturelle au titre des dommages causés par les inondations et coulées de boue survenues en 1982, 1988, 1999 et 2009,.
Les mouvements de terrains susceptibles de se produire sur la commune sont des affaissements et effondrements liés aux cavités souterraines (hors mines). Par ailleurs, afin de mieux appréhender le risque d’affaissement de terrain, l'inventaire national des cavités souterraines permet de localiser celles situées sur la commune.

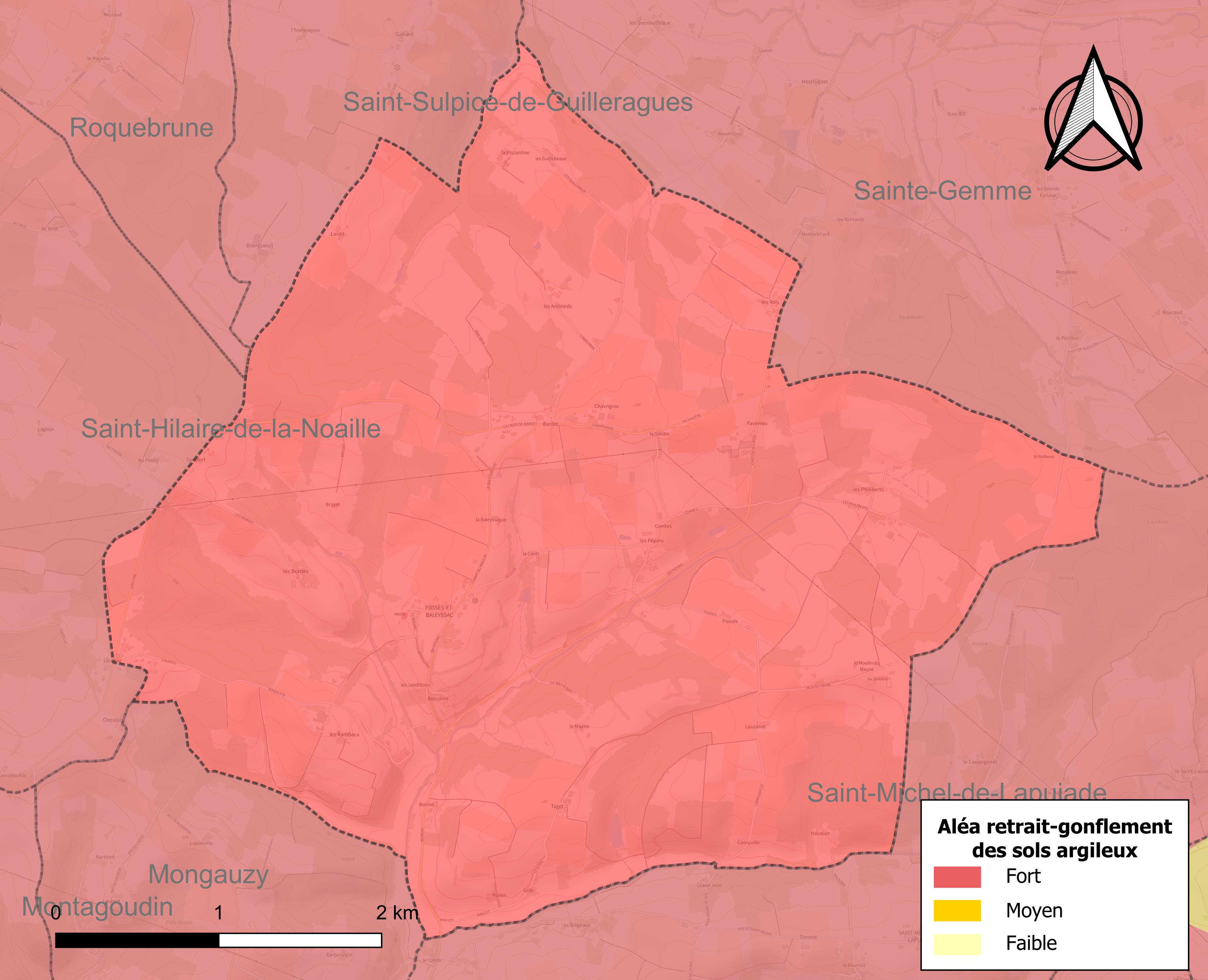
Carte des zones d'aléa retrait-gonflement des sols argileux de Fossès-et-Baleyssac.

Le retrait-gonflement des sols argileux est susceptible d'engendrer des dommages importants aux bâtiments en cas d’alternance de périodes de sécheresse et de pluie. La totalité de la commune est en aléa moyen ou fort (67,4 % au niveau départemental et 48,5 % au niveau national). Sur les 105 bâtiments dénombrés sur la commune en 2019, 105 sont en aléa moyen ou fort, soit 100 %, à comparer aux 84 % au niveau départemental et 54 % au niveau national. Une cartographie de l'exposition du territoire national au retrait gonflement des sols argileux est disponible sur le site du BRGM,.
Par ailleurs, afin de mieux appréhender le risque d’affaissement de terrain, l'inventaire national des cavités souterraines permet de localiser celles situées sur la commune.
Concernant les mouvements de terrains, la commune a été reconnue en état de catastrophe naturelle au titre des dommages causés par la sécheresse en 2017 et par des mouvements de terrain en 1999.

## Histoire
À la Révolution, la paroisse Notre-Dame de Baleyssac et son annexe, Saint-Pierre de Fossès, forment la commune de Fossès-et-Baleyssac,.

## Politique et administration
| Période                                  | Période   | Identité        | Étiquette | Qualité                     |
| ---------------------------------------- | --------- | --------------- | --------- | --------------------------- |
| mars 2001                                | mars 2008 | Jean Dupuy      |           |                             |
| mars 2008                                | 2018      | Michèle Brujère |           | Retraitée de l'enseignement |
| 2018                                     | En cours  | Alain Doux      |           |                             |
| Les données manquantes sont à compléter. |           |                 |           |                             |

### Communauté de communes
Le 1er janvier 2014, la communauté de communes du Réolais ayant été supprimée, la commune de Fossès-et-Baleyssac s'est retrouvée intégrée à la communauté de communes du Réolais en Sud Gironde siégeant à La Réole.

## Démographie
L'évolution du nombre d'habitants est connue à travers les recensements de la population effectués dans la commune depuis 1793. Pour les communes de moins de 10 000 habitants, une enquête de recensement portant sur toute la population est réalisée tous les cinq ans, les populations de référence des années intermédiaires étant quant à elles estimées par interpolation ou extrapolation. Pour la commune, le premier recensement exhaustif entrant dans le cadre du nouveau dispositif a été réalisé en 2006.

En 2022, la commune comptait 223 habitants, en évolution de +1,36 % par rapport à 2016 (Gironde : +6,91 %, France hors Mayotte : +2,11 %).
| 1793 | 1800 | 1806 | 1821 | 1831 | 1836 | 1841 | 1846 | 1851 |
| ---- | ---- | ---- | ---- | ---- | ---- | ---- | ---- | ---- |
| 412  | 383  | 421  | 365  | 400  | 388  | 400  | 417  | 384  |

| 1856 | 1861 | 1866 | 1872 | 1876 | 1881 | 1886 | 1891 | 1896 |
| ---- | ---- | ---- | ---- | ---- | ---- | ---- | ---- | ---- |
| 352  | 275  | 346  | 312  | 299  | 286  | 262  | 231  | 209  |

| 1901 | 1906 | 1911 | 1921 | 1926 | 1931 | 1936 | 1946 | 1954 |
| ---- | ---- | ---- | ---- | ---- | ---- | ---- | ---- | ---- |
| 242  | 233  | 231  | 189  | 225  | 216  | 231  | 194  | 186  |

| 1962 | 1968 | 1975 | 1982 | 1990 | 1999 | 2006 | 2011 | 2016 |
| ---- | ---- | ---- | ---- | ---- | ---- | ---- | ---- | ---- |
| 215  | 158  | 132  | 118  | 136  | 158  | 190  | 179  | 220  |

| 2021 | 2022 | - | - | - | - | - | - | - |
| ---- | ---- | - | - | - | - | - | - | - |
| 226  | 223  | - | - | - | - | - | - | - |

## Lieux et monuments
- L'église Saint-Pierre-ès-Liens, située au lieu-dit Fossès dans l'est de la commune, a été construite au XIIe siècle puis remaniée, pour sa partie orientale, fin XVe début XVIe siècle et enfin dotée d'une sacristie au XIXe; elle est classée à l'inventaire des monuments historiques et protégée depuis 2001[26].
- L'église Notre-Dame, située au hameau de Baleyssac où se trouve la mairie, abrite une cloche datant de 1564 classée à l'inventaire des monuments historiques depuis 1942[27]. L'église a été récemment rénovée.

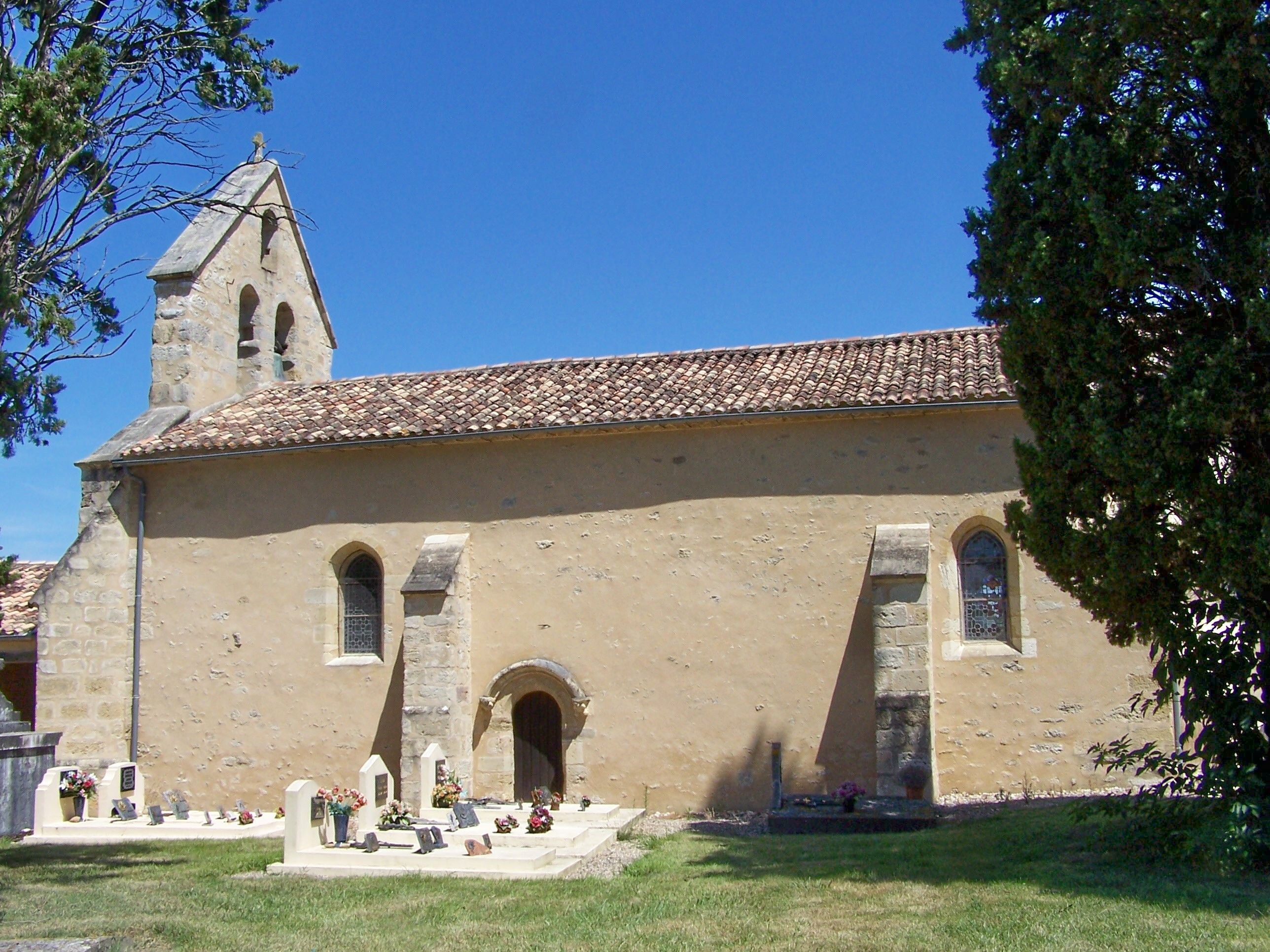
L'église Notre-Dame de Baleyssac  (juil. 2009)
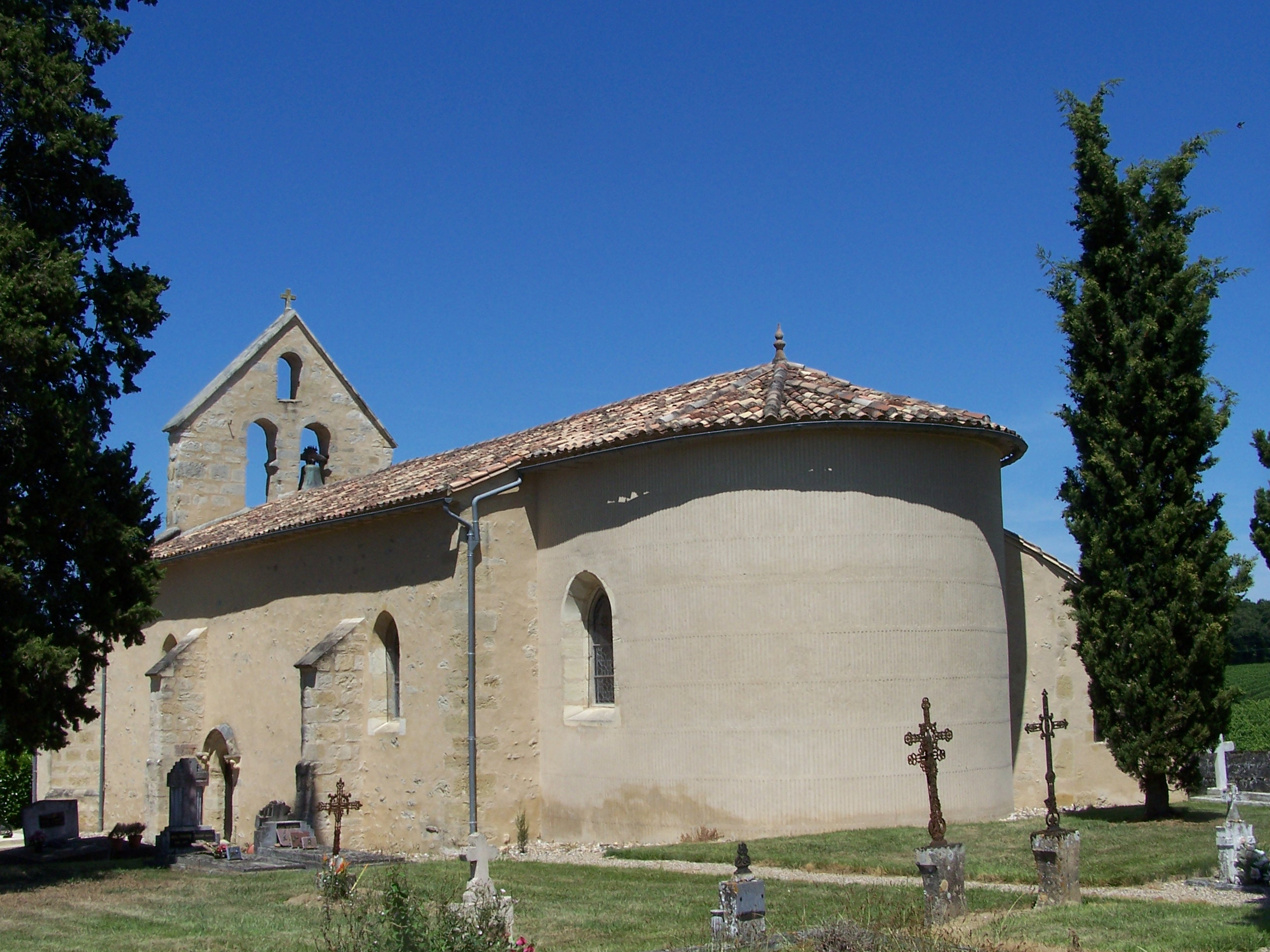
Le chevet de l'église Notre-Dame de Baleyssac  (juil. 2009)
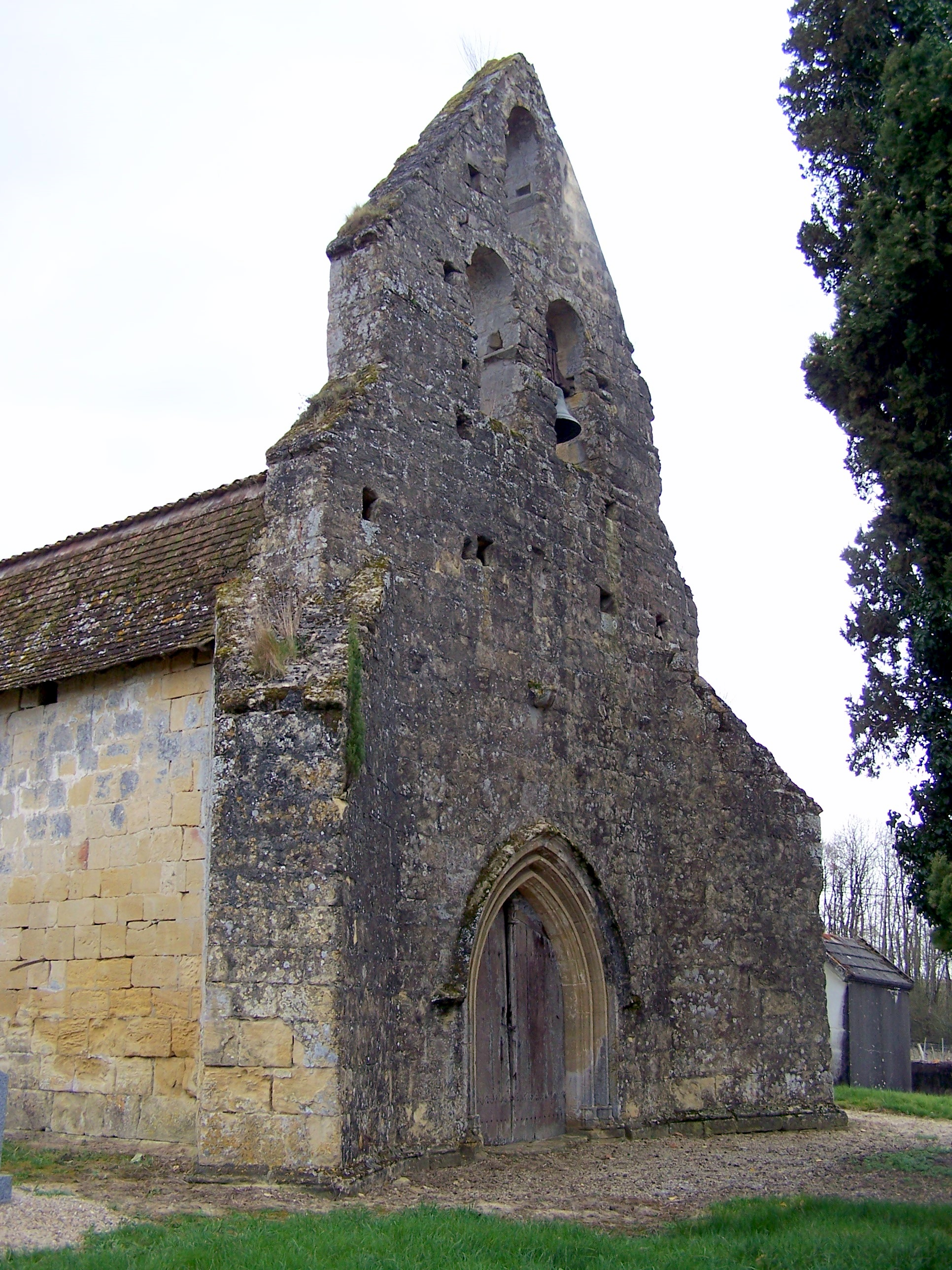
L'église Saint-Pierre-ès-Liens de Fossès (mars 2010)
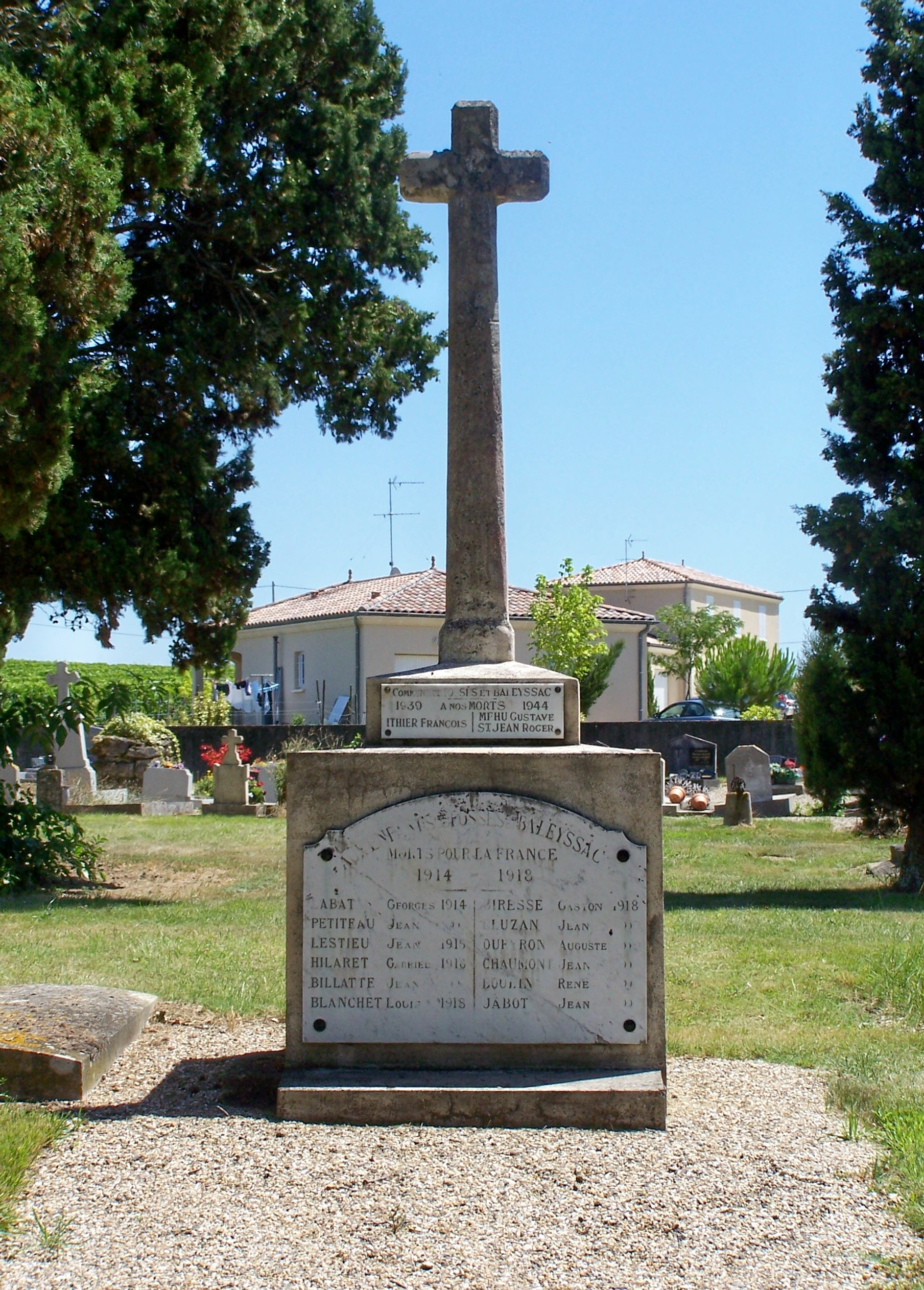
Le monument aux morts près de l'église Notre-Dame (juil. 2009)